# كيكو راميريز
كيكو راميريز (بالإسبانية: Francisco «Kiko» Ramírez González) (14 يوليو 1970 في إسبانيا - ) هو مدرب كرة قدم ولاعب كرة قدم إسباني في مركز الهجوم. لعب مع نادي مالقا.

## وصلات خارجية
- كيكو راميريز على موقع قاعدة بيانات كرة القدم.إي يو (الإنجليزية)